# Ulrike Pauckstadt-Maihold
Ulrike Pauckstadt-Maihold (geboren 1954) ist eine deutsche Staatsanwältin und Richterin am Bayerischen Verfassungsgerichtshof.

## Leben

### Juristische Karriere
Pauckstadt-Maihold stieg 1984 in den Justizdienst bei der Staatsanwaltschaft Memmingen ein. Danach wechselte sie nach Landshut und Regensburg. 1988 bis 1995 war sie Richterin am Amtsgericht Regensburg. Nach der Wende wurde sie kurzzeitig an das Amtsgericht Leipzig abgeordnet. 1996 wurde sie als Richterin an das Landgericht Regensburg berufen. Im August 1999 wurde sie Gruppenleiterin der Staatsanwaltschaft Regensburg. Ab März 2002 übernahm sie das Amt der Oberstaatsanwältin bei der Generalstaatsanwaltschaft Nürnberg und wurde 2008 zur ständigen Vertreterin des Leitenden Oberstaatsanwalts bei der Staatsanwaltschaft Weiden. 2010 wurde sie Oberstaatsanwältin der Staatsanwaltschaft Nürnberg-Fürth und 2013 zur Leitenden Oberstaatsanwältin der Staatsanwaltschaft Regensburg berufen. Wegen Krankheit trat Pauckstadt-Maihold zum 1. April 2019 in den Ruhestand. Nachfolger von Pauckstadt-Maihold wurde Clemens Prokop.

### Bayerischer Verfassungsgerichtshof
Am 4. Dezember 2013 wurde Pauckstadt-Maihold auf Vorschlag der SPD vom Bayerischen Landtag zum nichtberufsrichterlichen Mitglied des Bayerischen Verfassungsgerichtshofs für die Zeit der 17. Wahlperiode des Bayerischen Landtags gewählt.

### Privates
Pauckstadt-Maihold ist verheiratet mit Dieter Maihold.